# Christianisme à Chypre
Le Christianisme à Chypre est la plus grande religion du pays, représentant 78 % de la population de l'île. La plus grande dénomination chrétienne est l'Église orthodoxe grecque, tandis que le reste est constitué de petites communautés d'anglicans, de catholiques romains, de chrétiens latins, de Maronites, d'apostoliques arméniens et d'évangéliques grecs.

## L'Église de Chypre

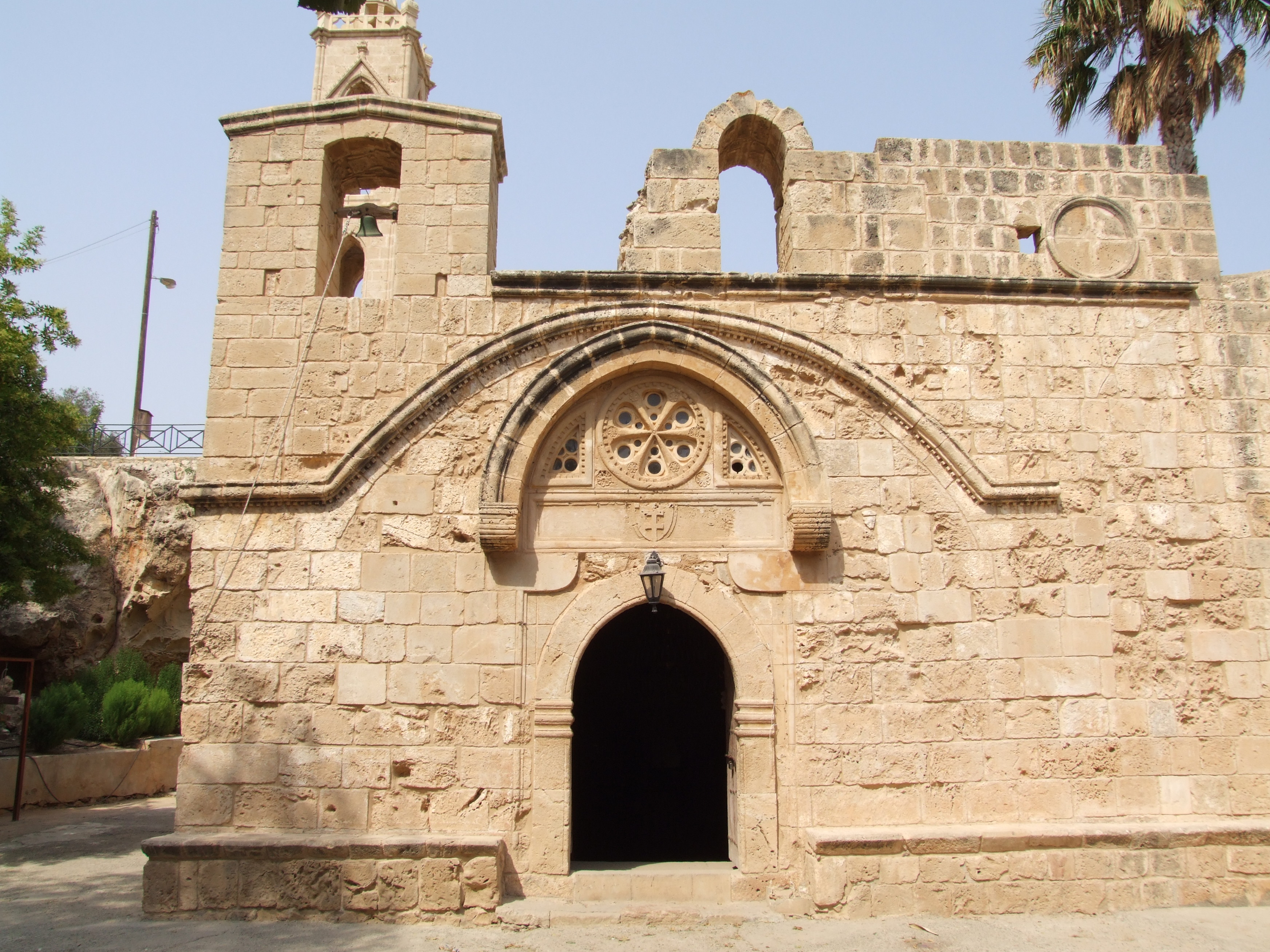
Monastère d'Agía Nápa

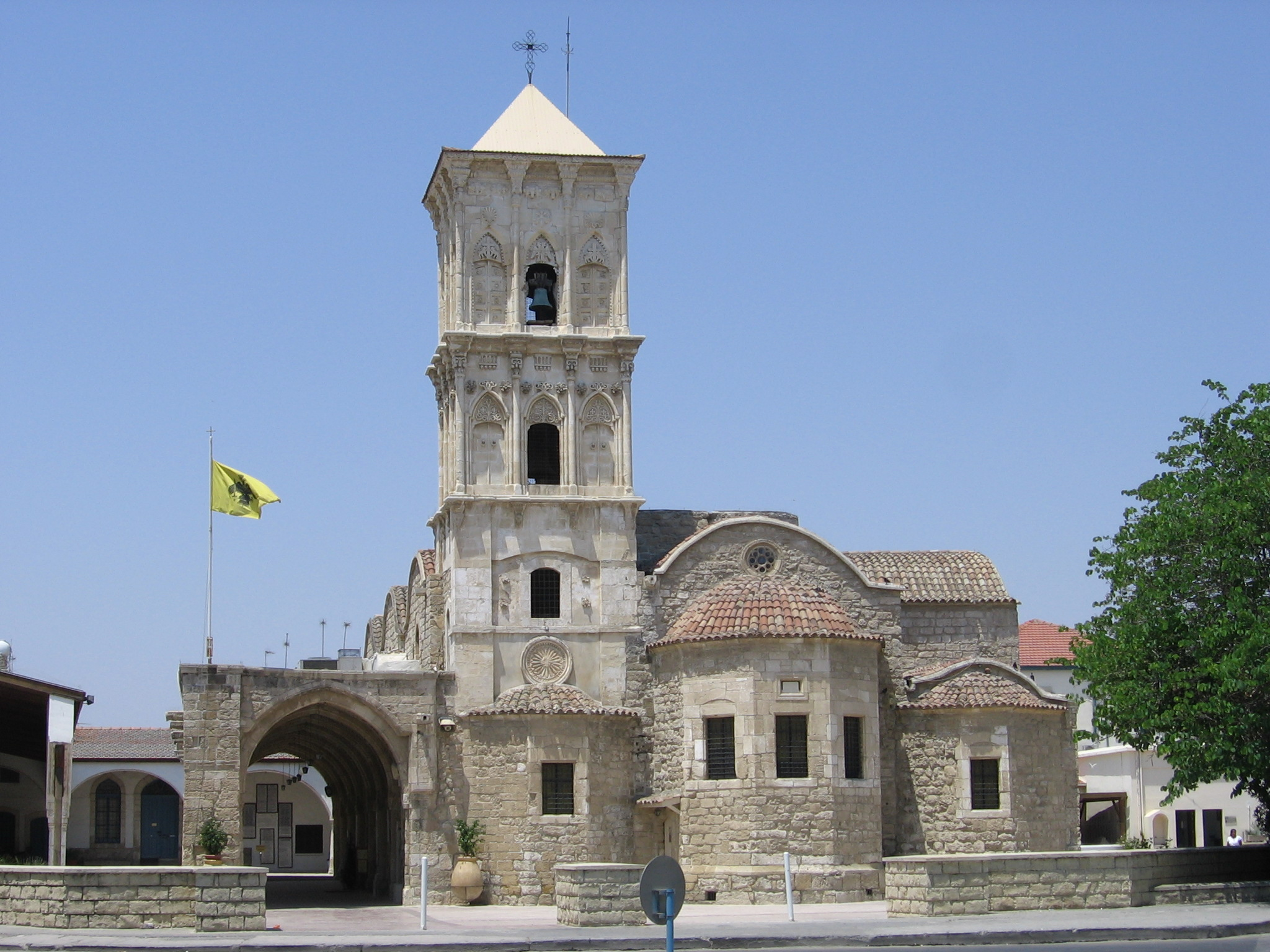
Église Saint-Lazare de Larnaca

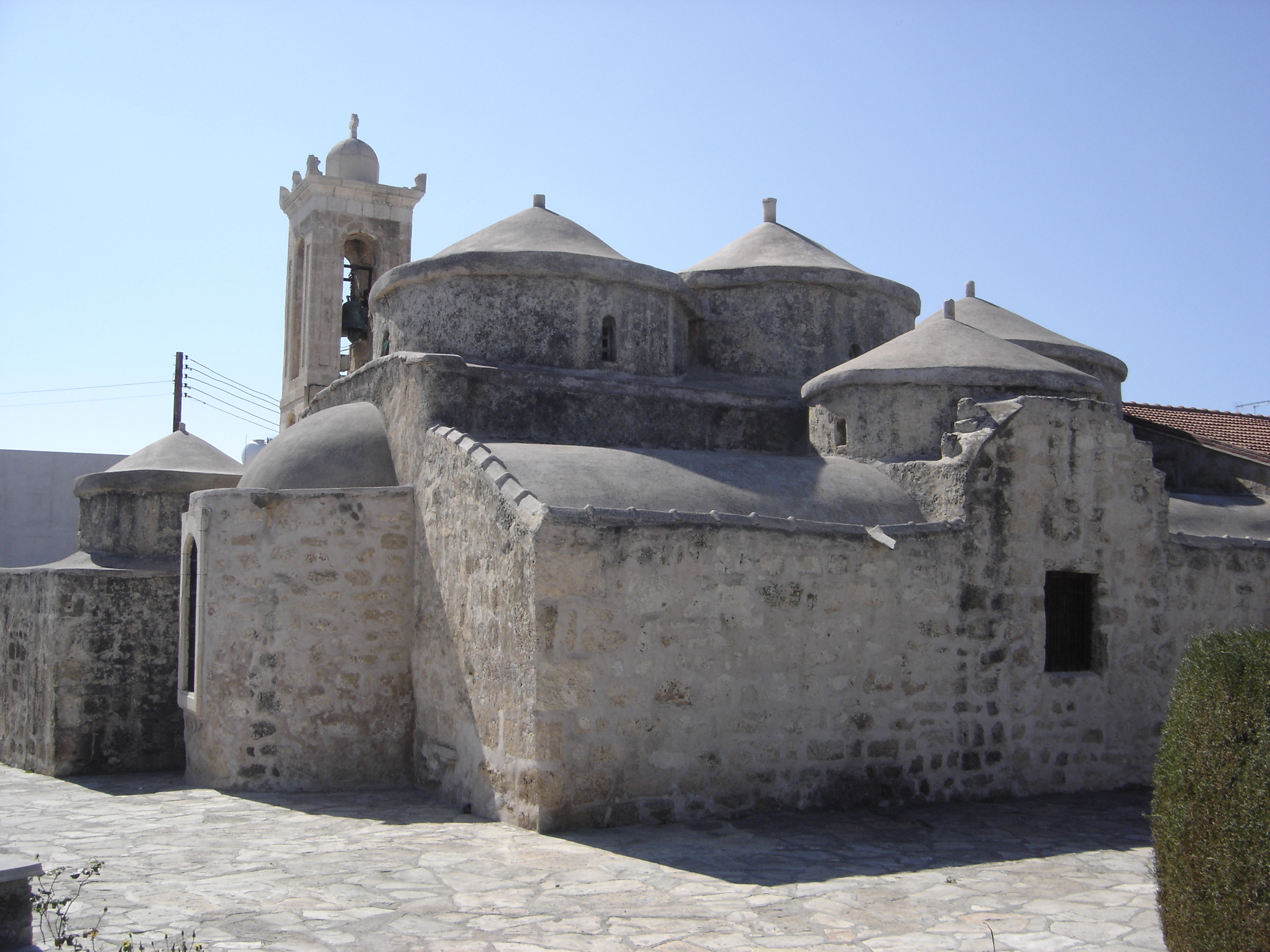
Église byzantine d'Agia Paraskevi à Geroskípou

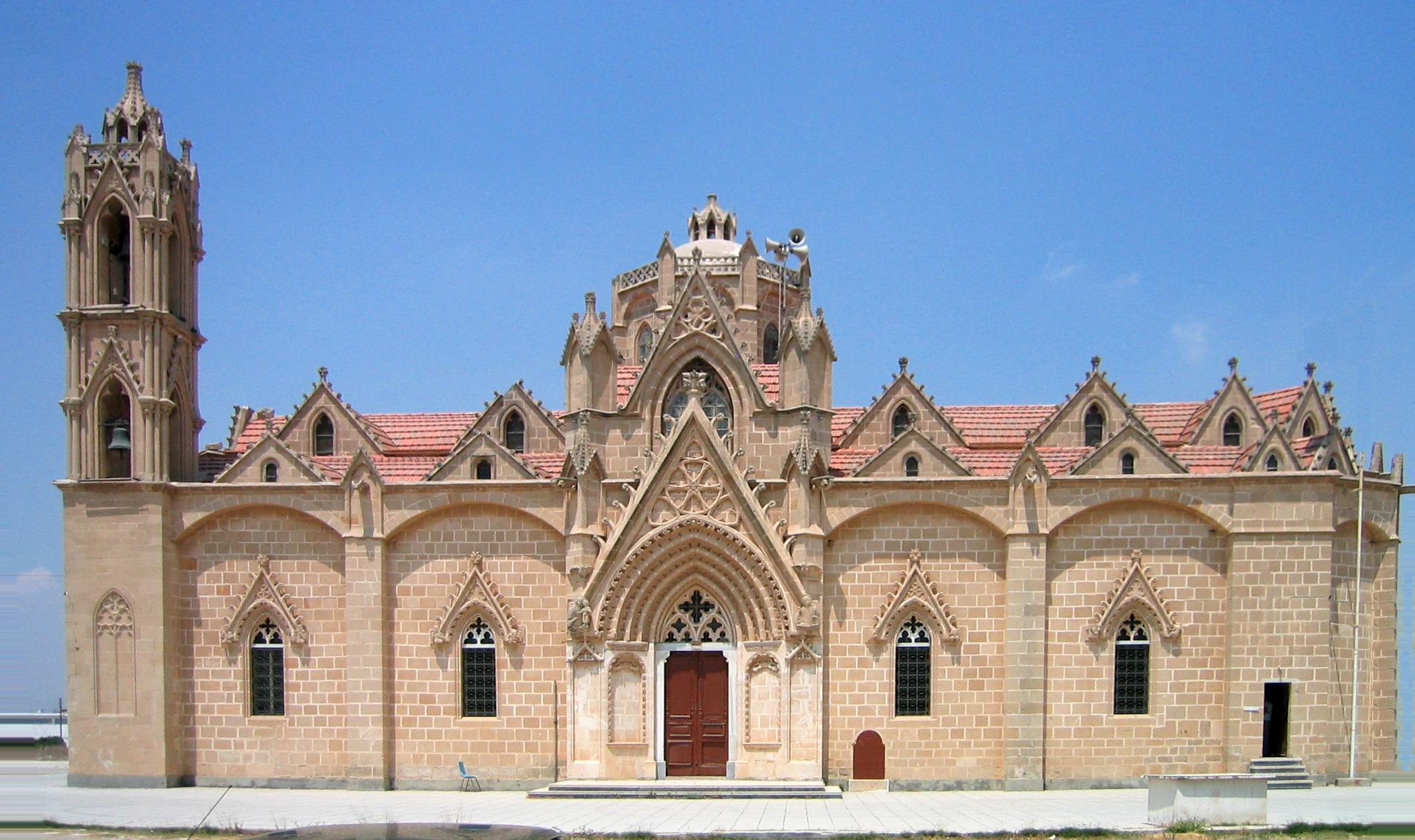
Église de style gothique de Panagia dans la partie nord de l'île. Aujourd'hui, elle fonctionne comme une mosquée.

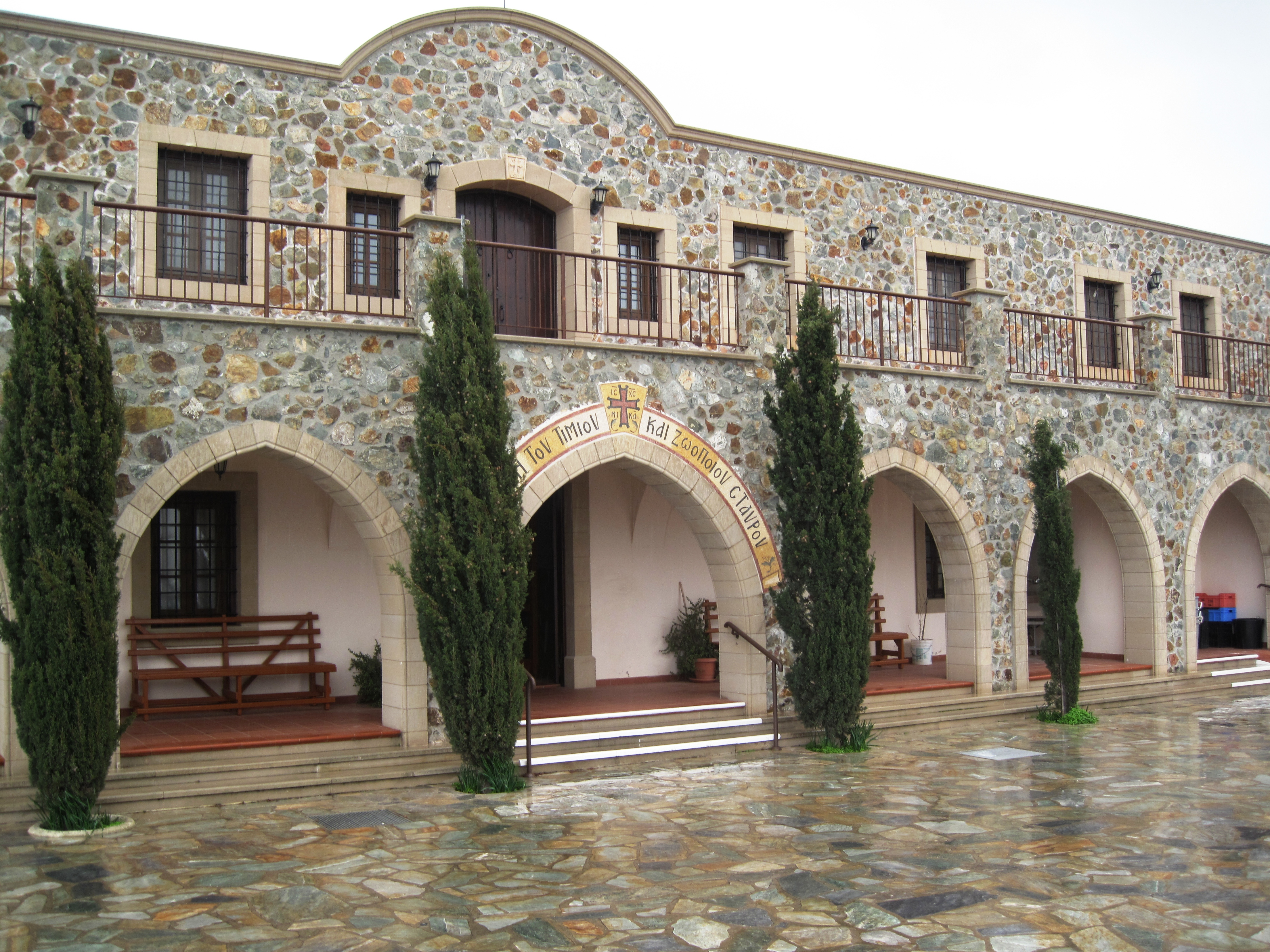
Monastère de Stavrovouni

L'église la plus importante à Chypre, l'Église de Chypre, est une église orthodoxe grecque autocéphale. Tout en reconnaissant la primauté et le prestige du patriarche œcuménique de Constantinople, elle jouit d'une autonomie administrative complète sous son propre archevêque depuis le 5e siècle. Le grand schisme a eu des conséquences majeures pour l'Église de Chypre. Sous la domination de la maison de Lusignan et de la Venise, l'Église de Chypre est contrainte de reconnaître l'autorité du pape. Sous les Britanniques, il y a une tentative de laïciser toutes les institutions publiques, mais cette initiative est fortement opposée par les autorités ecclésiastiques, qui utilisent le conflit avec l'administration coloniale pour prendre la tête du mouvement nationaliste grec pendant la lutte pour l'indépendance. À l'indépendance (1959-1960), l'archevêque Makarios III est élu président de la république et occupe ce poste jusqu'à sa mort en 1977.
L'église est longtemps composée de quatre sièges épiscopaux : l'archevêché de Nicosie, et les métropoles de Paphos, Kition et Kyrenia. De nouvelles métropoles sont créées par Makarios en 1973 pour Limassol et Morphou, avec un suffragant ou évêque assistant à Salamine sous l'archevêque. Un évêque doit être diplômé du séminaire théologique orthodoxe en Grèce et avoir au moins trente ans. Puisque les évêques orthodoxes sont tenus par un vœu de célibat et que le clergé paroissial est généralement marié, les évêques sont recrutés dans les monastères plutôt que dans les églises paroissiales. Les évêques ne sont pas nommés par l'archevêque, mais, comme lui, sont élus par un système accordant une représentation aux laïcs, aux autres évêques, aux abbés et au clergé régulier.
Les églises, monastères, diocèses et institutions éducatives caritatives organisés par l'Église de Chypre sont des personnes juridiques indépendantes jouissant de droits et d'obligations tels que la détention de biens. En échange de nombreuses terres de l'église acquises par le gouvernement, le gouvernement assume la responsabilité des salaires de l'église. Le clergé paroissial, traditionnellement des hommes mariés choisis par leurs concitoyens, est envoyé pour une brève formation avant l'ordination. Au 20e siècle, les modernisateurs, notamment l'archevêque Makarios, jouent un rôle essentiel dans le renforcement de la qualité et de la formation des prêtres au séminaire chypriote de Nicosie.
Les monastères de Chypre ont toujours été très importants pour l'Église de Chypre. Au 20e siècle, beaucoup sont en ruines depuis longtemps, mais leurs propriétés sont parmi les plus importantes possessions de l'église, le plus grand propriétaire foncier de l'île. Bien que le nombre de moines ait diminué après la guerre, au début des années 1990, il y a au moins dix monastères actifs dans les zones contrôlées par le gouvernement.
Dans l'Église orthodoxe, la liturgie est en grande partie le centre de l'activité de l'église, car la doctrine orthodoxe met l'accent sur le mystère de la grâce de Dieu plutôt que sur le salut par les œuvres et la connaissance. Sept sacrements sont reconnus : le baptême dans l'enfance, suivi de la confirmation avec de l'huile consacrée, la pénitence, l'Eucharistie, le mariage, l'ordination et l'onction en cas de maladie ou de mort imminente.
Les services formels sont longs et colorés, avec des chants, de l'encens et des vêtements élaborés selon l'occasion pour le prêtre président. La vénération des icônes, souvent situées sur les murs de l'église et souvent couvertes d'offrandes des fidèles, est très développée. Pâques est le point central de l'année liturgique, clôturant le jeûne du Carême avec une veillée pascale et une procession. Le mariage est une occasion hautement ritualisée.[réf. nécessaire] Des procédures formelles de divorce sont requises pour les fiançailles rompues qui ont été ratifiées par l'église.[réf. nécessaire] Les parrains de mariage jouent un rôle important dans la famille, car ils agissent généralement comme parrains de tous les enfants nés de cette union.[réf. nécessaire]
La pratique religieuse varie. Dans les villages ruraux traditionnels, les femmes assistent aux services plus fréquemment que les hommes, et les membres âgés de la famille sont généralement responsables de remplir les devoirs religieux au nom de toute la famille. La fréquentation de l'église parmi les Chypriotes grecs est relativement élevée, faisant de la république de Chypre l'un des pays les plus religieux de l'Union européenne, avec Malte, la Grèce et la Pologne.[réf. nécessaire] Pour une grande partie de la population, la religion se concentre sur la prière à domicile, la vénération des icônes et l'observation de certains jours de fête du calendrier orthodoxe.

## Orthodoxie orientale à Chypre
Tout au long de l'histoire, le Christianisme orthodoxe oriental est représenté à Chypre par les communautés arménienne, syriaque et copte.

### Église apostolique arménienne à Chypre

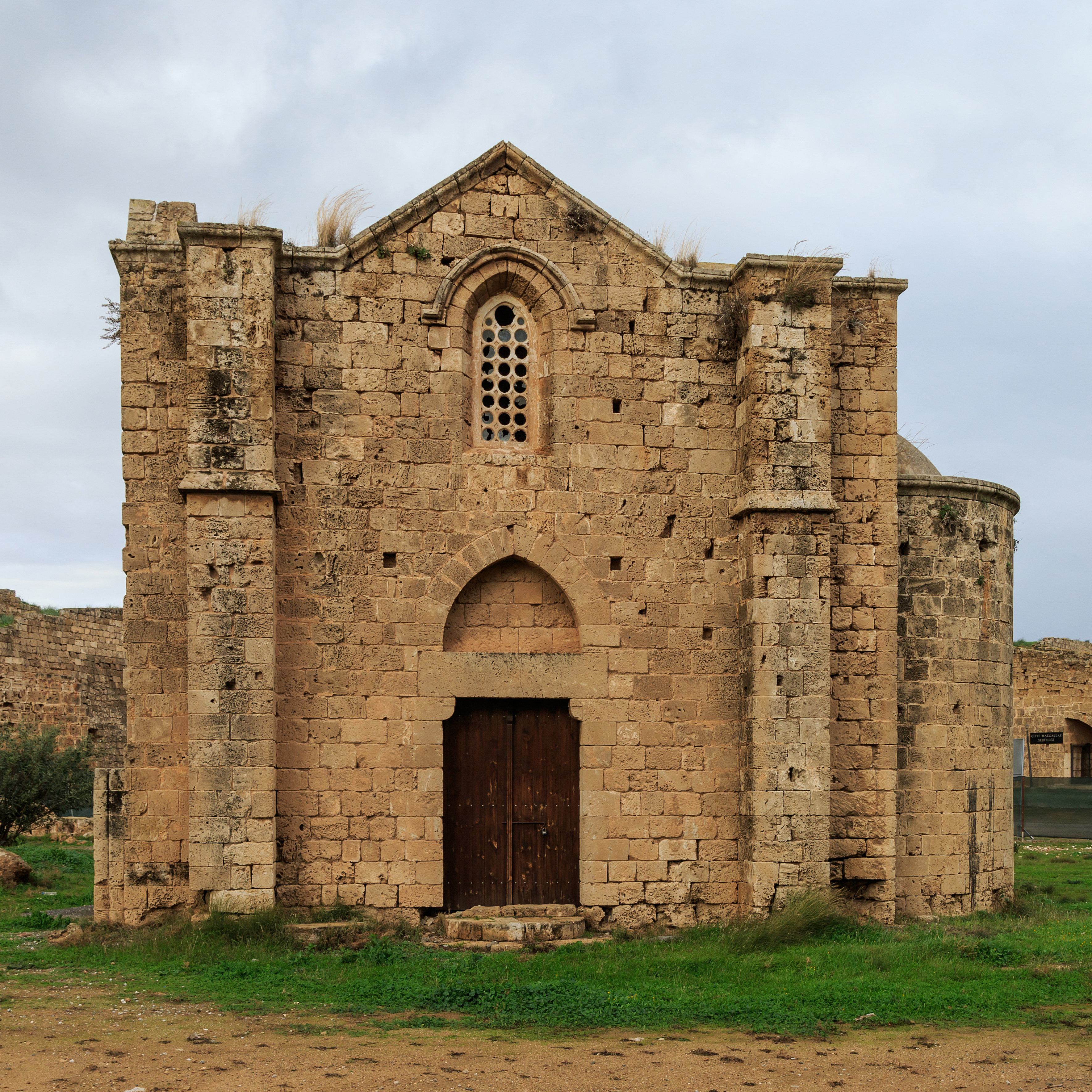
Monastère de Ganchvor

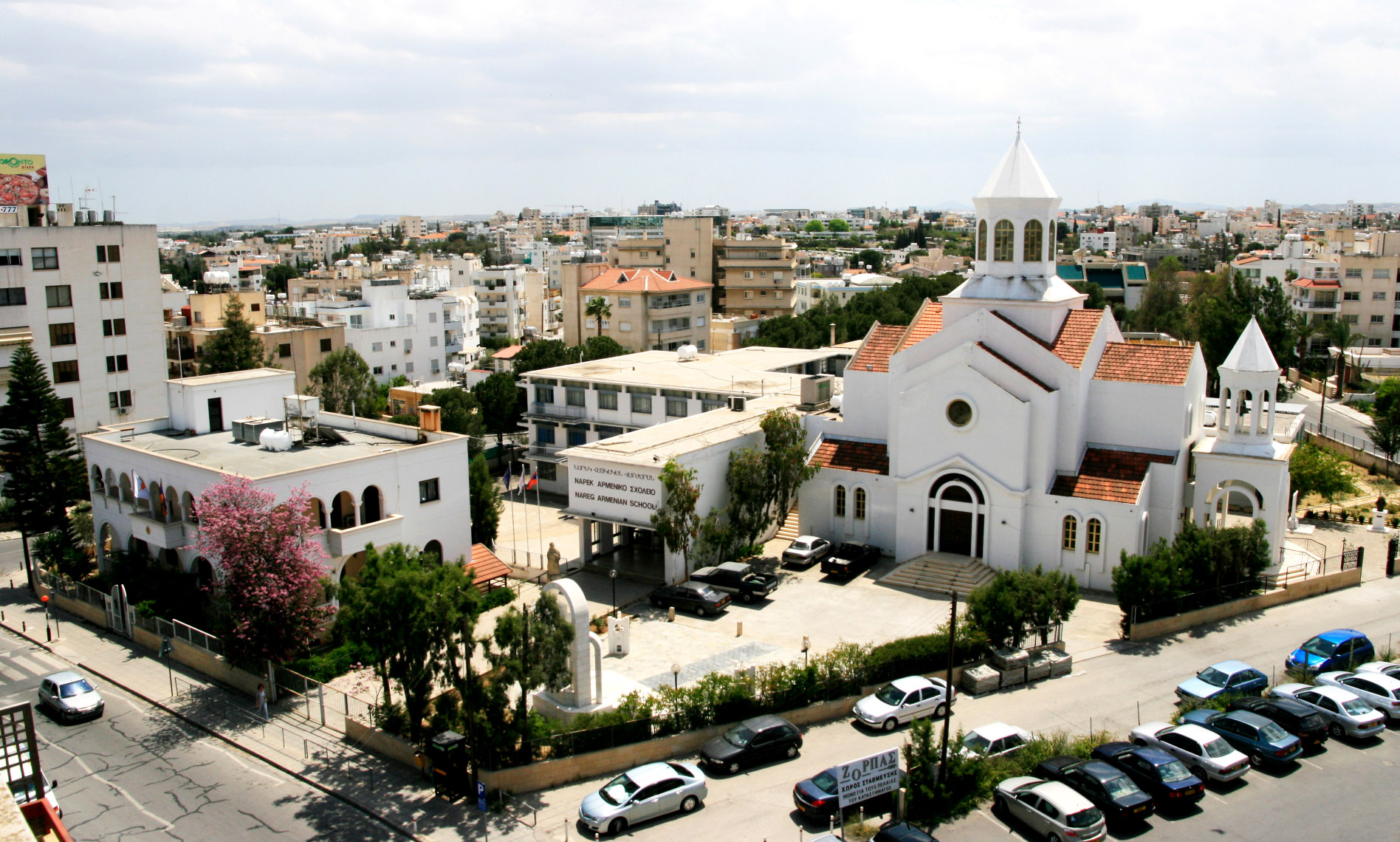
Le complexe arménien à Nicosie, avec l'église Sourp Asdvadzadzin

La présence des Arméniens à Chypre remonte à 578. Actuellement, les Arméniens chypriotes maintiennent une présence notable d'environ 3 500 personnes, habitant principalement les zones urbaines de Nicosie, Larnaca et Limassol. Récemment, quelques immigrants arméniens se sont installés à Paphos.
La prélature arménienne de Chypre a une présence continue sur l'île depuis sa création en 973 par le Catholicos Khatchig I. Ce siège est aboli en 1571, lorsque la ville est capturée par les Ottomans. Traditionnellement, la prélature est sous la juridiction du catholicosat de la Grande Maison de Cilicie, tandis qu'aujourd'hui, elle est le plus ancien thème relevant de sa juridiction. Entre le 12e et le 16e siècles, les Arméniens à Chypre ont un second évêché, situé à Famagouste. Depuis 2014, le chef de la prélature arménienne est l'archevêque Nareg Alemezian. La prélature, qui est hébergée dans ses propres locaux sur la rue Armenias, Strovolos, Nicosie, à côté de l'école Nareg et de l'église Sainte-Marie, possède sa propre charte et publie le bulletin Keghart (Lance).
Le site de pèlerinage le plus important est le monastère Sourp Magar, situé sur la chaîne de montagnes Pentadaktylos dans le nord. Le monastère est fondé vers l'an 1000 et, en 1425, il passe entre les mains des Arméniens. En raison de l'invasion turque de Chypre en 1974, le monastère est abandonné et est actuellement en ruine. À l'initiative du député arménien Vartkes Mahdessian et de l'ethnarchie arménienne, des visites-pèlerinages sont organisées annuellement depuis 2007 ; cependant, aucune liturgie n'a eu lieu depuis 1974.
Aussi à Chypre du Nord, il y a les églises historiques de Notre-Dame de Tyr à Nicosie (1308) et Ganchvor à Famagouste (1346). Ces deux églises sont abandonnées par les Arméniens en 1963, après la crise chypriote de 1963-1964. L'église Notre-Dame de Tyr a été restaurée, tandis que l'église Ganchvor a besoin d'être restaurée.
Dans les zones contrôlées par la république de Chypre, il y a la cathédrale de Sainte-Marie à Nicosie (1981), l'église de Saint-Étienne à Larnaca (1909) et l'église de Saint-Georges à Limassol (1939). Dans la cathédrale de Nicosie, des liturgies sont régulièrement célébrées, tandis que dans les églises de Larnaca et de Limassol, des liturgies sont célébrées un dimanche sur deux.
Dans les environs de Nicosie, il y a aussi la chapelle de Saint-Paul (1892), la chapelle de la Sainte-Résurrection (1938) et la chapelle du Sauveur de tous (1995). La plus ancienne chapelle célèbre une fois par an, tandis que dans la plus récente, des matines sont célébrées une fois par mois. La chapelle intermédiaire n'a pas été célébrée depuis l'invasion turque de 1974.

### Église syriaque orthodoxe à Chypre
Le diocèse chypriote de l'Église syriaque orthodoxe d'Antioche est établi au 13e siècle, pour les réfugiés syriaques du Levant et les marchands de la région de Mossoul. Le diocèse syriaque orthodoxe de Chypre existe jusqu'au 17e siècle.

## Église catholique

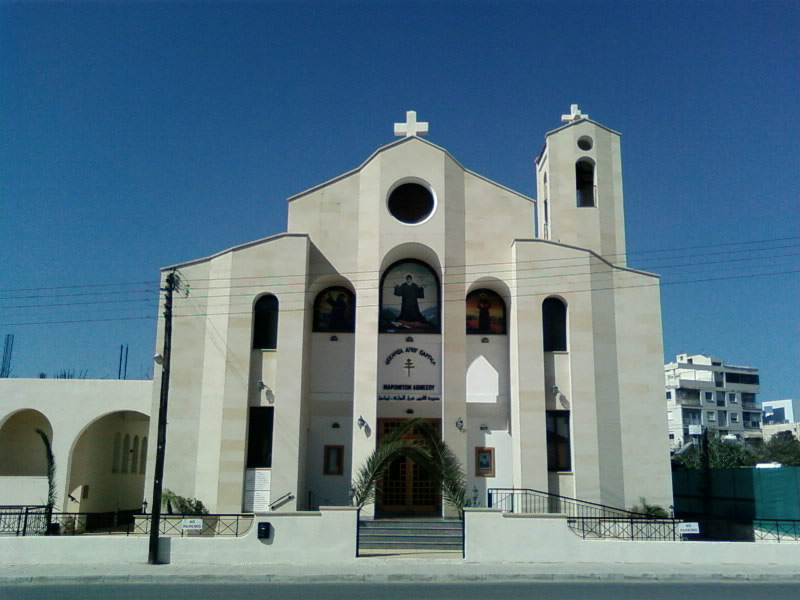
Église catholique maronite St. Charbel, Limassol

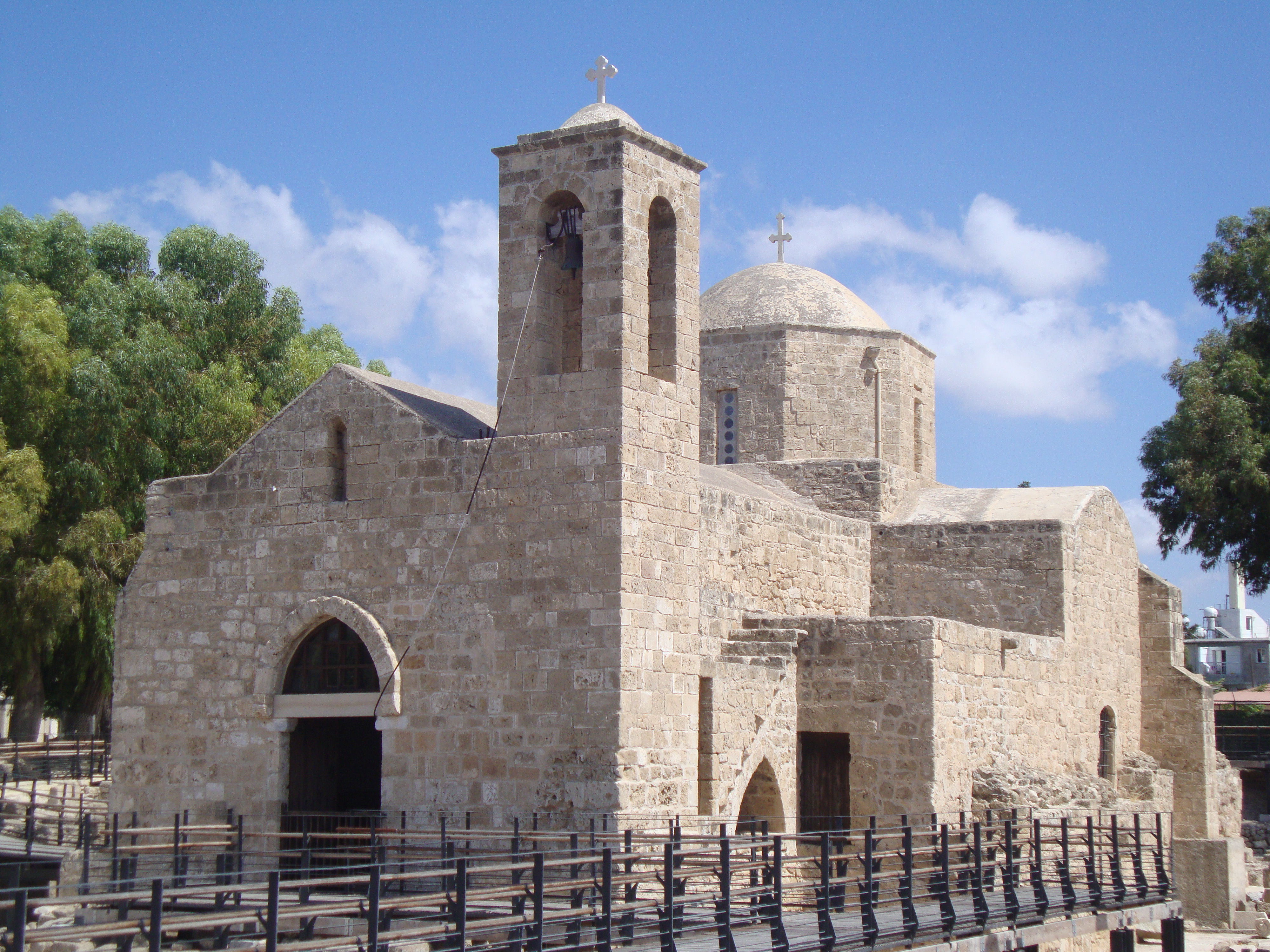
Église catholique Chrysopolitissa, Paphos

L'Église catholique à Chypre fait partie de l'Église catholique mondiale sous la direction spirituelle du pape à Rome. Il y a environ 10 000 catholiques à Chypre, ce qui correspond à un peu plus de 1 % de la population.
La plupart des catholiques à Chypre sont des maronites (catholiques de rite oriental). Lors du recensement de 1891, sur 209 286 Chypriotes, 1 131 sont maronites. Au recensement de 1960, ils sont 2 752, répartis dans quatre villages tous situés dans le nord de l'île. Leur population actuelle est estimée à environ 6 000, dont 150 vivent dans le nord.
Les catholiques de rite latin de l'Église catholique à Chypre sont sous la juridiction du Patriarche latin de Jérusalem, en tant que vicariat patriarcal latin pour Chypre.

## Protestantisme
Après l'arrivée des Britanniques, l'Église anglicane de Chypre est établie en 1878. Depuis 1976, elle relève du diocèse de Chypre et du Golfe. Selon le recensement officiel de la population de 2011, les protestants représentent 2,00 % de la population. Leur archidiacre est le Dr John Holdsworth. Leur cathédrale à Nicosie est dédiée à Saint Paul, tandis qu'ils ont leurs propres églises à Limassol (Saint Barnabas) et Larnaca (Saint Helena), et ils utilisent l'église Ayia Kyriaki à Paphos, l'église St. Luke à Polis et l'église St. Stephen à Tala.
En ce qui concerne Chypre du Nord, les protestants chypriotes turcs forment une communauté très petite. La communauté compte environ cinq cents membres et peut être trouvée vivant à travers le nord de Chypre. Le leader et pasteur de la communauté est Kemal Başaran. La grande majorité des protestants sont anglicans et utilisent les églises anglicanes dans la région de Kyrenia avec la communauté britannique expatriée de l'île. Cependant, ces dernières années, la communauté demande sa propre église. Malgré la tolérance générale de la communauté chypriote turque native, la communauté fait face à des menaces et parfois des attaques de la part des colons turcs du continent et des nationalistes de l'île.

## Sources
- Nicholas Coureas, « The Syrian Melkites of the Lusignan Kingdom of Cyprus (1192-1474) », Chronos: Revue d'Histoire de l'Université de Balamand, vol. 40,‎ 2019, p. 75–94 (lire en ligne [archive du 28 janvier 2021], consulté le 24 février 2021)
- Demetrius Kiminas, The Ecumenical Patriarchate: A History of Its Metropolitanates with Annotated Hierarch Catalogs, Wildside Press LLC, 2009 (ISBN 9781434458766, lire en ligne)
- John Meyendorff, Imperial unity and Christian divisions: The Church 450-680 A.D., Crestwood, NY, St. Vladimir's Seminary Press, 1989 (ISBN 9780881410563, lire en ligne)
- Morroni, Furio: ′′Divina Cypria′′, Discovering the symbols of Christianity in Cyprus. Edited by Rosie Charalambous, Nicosia, Cyprus, 2020,  (ISBN 978-9963-2451-1-6)
- George Ostrogorsky, History of the Byzantine State, Oxford, Basil Blackwell, 1956 (lire en ligne)
- Victor Roudometof, « The Transformation of Greek Orthodox Ecclesiastical Institutions in Cyprus, 1878-1931 », Chronos: Revue d'Histoire de l'Université de Balamand, vol. 22,‎ 2010, p. 7–23 (lire en ligne)